# Scutia
Scutia là một chi thực vật có hoa thuộc họ Táo (Rhamnaceae). Chi này chứa 5 loài đã biết, với khu vực phân bố từ miền tây Nam Mỹ tới Brasil và miền bắc Argentina, miền nam và vùng nhiệt đới Châu Phi, các đảo trên Ấn Độ Dương, Ấn Độ tới Hoa Nam và Đông Dương.

## Lịch sử phân loại
Năm 1783, Jean-Baptiste Lamarck mô tả chi Adolia với 2 loài là Adolia alba và A. rubra. Năm 1825, Augustin Pyramus de Candolle mô tả tổ Scutia trong chi Ceanothus với 20 loài theo thông tin do Philibert Commerson cung cấp. Năm 1826, Adolphe-Théodore Brongniart nâng cấp tổ này thành chi độc lập, nhưng ông chỉ công nhận chi này gồm 3 loài là Scutia indica, S. commersonii (hai danh pháp này hiện nay đều là đồng nghĩa của S. myrtina) và S. ferrea (nay là Krugiodendron ferreum). Trong lần công bố năm 1827 trong Annales des sciences naturelles, Brongniart chỉ đơn giản là sao chép lại mà không bổ sung hay sửa đổi gì.
Năm 1891, Otto Kuntze công nhận chi Adolia và coi Scutia là đồng nghĩa muộn, khi nhận ra rằng Adolia alba và Adolia rubra của Lamarck là một và nó cũng là Scutia indica của Brongniart, và danh pháp mà ông công nhận là Adolia myrtina do chúng đều là đồng nghĩa của Rhamnus myrtinus được Nicolaas Laurens Burman công bố năm 1768. S. commersonii được ông đồng nhất với Adolia capensis do là đồng nghĩa của Rhamnus capensis Thunb., 1794 và ông công nhận thêm các loài A. arenicola, A. buxifolia, A. obcordata, A. discolor. Tuy nhiên, hiện nay thì Scutia là danh pháp được bảo toàn (nomen conservandum) do nó được nhắc tới trong các tài liệu về thực vật học nhiều hơn so với Adolia của Lamarck.

## Các loài
Danh sách loài lấy theo Plants of the World Online:
- Scutia arenicola (Casar.) Reissek, 1861: Đông nam và nam Brasil.
- Scutia buxifolia Reissek, 1861: Argentina (đông bắc, tây bắc), Bolivia, Brasil (nam, đông nam), Uruguay.
- Scutia colombiana M.C.Johnst., 1974: Colombia.
- Scutia myrtina (Burm.f.) Kurz, 1876: Miền đông châu Phi (từ Ethiopia tới Nam Phi), Madagascar, Ấn Độ, Sri Lanka, Đông Nam Á đại lục, Hoa Nam.
- Scutia spicata (Humb. & Bonpl. ex Schult.) Weberb., 1930: Quần đảo Galápagos, Ecuador, Peru.